# Alain Yomby
 Alain Poher Yomby Taku, né le 23 septembre 1982, est un ancien footballeur camerounais qui évoluait au poste de défenseur. Son prénom est un hommage à l’ancien homme politique français Alain Poher. Alain Yomby est marié à Ekaterina Germanovich, une ancienne diplomate russe, avec qui il a deux enfants. Sa femme Ekaterina, est la gagnante de la troisième saison de Bake Off Uruguay (2023).